# Saint-Junien
 Saint-Junien  (en occitano Sent Junian) es una población y comuna francesa, situada en la región de Lemosín, departamento de Alto Vienne, en el distrito de Rochechouart. Es el chef-lieu de los cantones de Saint Junien Este y Saint Junien Oeste.

## Demografía[1]
| 5 416 | 5 934 | 5 395 | 5 737 | 5 467 | 5 705 | 5 899 | 5 900 | 5 994 | 6 795 | 7 288 | 7 442 | 8 221 | 8 092 | 8 479 | 9 376 | 9 674 | 11 432 | 11 400 | 11 379 | 10 042 | 10 087 | 10 123 | 10 375 | 10 645 | 10 618 | 11 132 | 11 298 | 11 271 | 10 805 | 10 604 | 10 666 | 11 539 |
| Para los censos de 1962 a 1999 la población legal corresponde a la población sin duplicidades (Fuente: INSEE [Consultar]) |       |       |       |       |       |       |       |       |       |       |       |       |       |       |       |       |        |        |        |        |        |        |        |        |        |        |        |        |        |        |        |        |

Es la segunda comuna más poblada del departamento de Alto Vienne, sólo superada por Limoges.